# Juillet 1922

## Événements
- Premier vol du Boulton Paul Bodmin (en).

- 4 juillet (Palestine) : la charte du Mandat est adoptée par la Chambre des communes britannique sur la base du Livre Blanc, puis ratifié par la SDN le 24 juillet. L’article 2 reprend les termes de la déclaration Balfour. Les Arabes, refusant de reconnaître la déclaration Balfour, boycottent les institutions mandataires.
  - 752 048 d’habitants en Palestine mandataire, dont 83 790 Juifs. Les musulmans de Palestine s’organisent en communauté religieuse autour du mufti de Jérusalem, Hajj Amin al-Husseini. Les Juifs se constituent en peuple autonome, refusant toute collaboration économique et sociale avec les Arabes. Le développement séparé des deux communautés empêche la formation d’une citoyenneté palestinienne ou l’émergence d’une identité régionale associant Juifs et Arabes.

- 5 juillet :
  - Défit du tenentismo au Brésil (1922-1927). Une révolte des officiers subalternes éclate sur la plage de Copacabana sous la direction de quelques lieutenants (tenentes) dont Antônio Siqueira Campos et Eduardo Gomes. Les cadets de l’école militaires tentent de se joindre à eux mais sont ramenés l’ordre. Les officiers supérieurs marchent contre Copacabana, dont le fort est bombardé par terre et par mer. Les rebelles se rendent aux forces gouvernementales, sauf dix-huit d’entre eux qui descendent sur la plage pour affronter seul le feu de l’adversaire. La plupart sont tués.
  - Création du passeport Nansen.

- 6 juillet au 16 octobre : sur un Breguet XIV, un équipage français (Pelletier-Doisy et Bussard) relie Tunis et Paris (1 650 km en 10 heures), puis Paris et Casablanca en plusieurs étapes, enfin Casablanca et Tunis (1 750 km en 10 heures).

- 14 juillet : attentat contre le président français Alexandre Millerand. L'anarchiste Gustave Bouvet tire deux coups de feu en espérant tuer le président mais il vise la mauvaise voiture. Il ne fait d'ailleurs pas de victimes.

- 15 juillet : neuvième édition du Grand Prix de France à Strasbourg. Le pilote italien Felice Nazzaro s'impose sur une Fiat.

- 22 juillet : l’Allemagne, exclue des Jeux olympiques d’Anvers en 1920, organise des contre-jeux à Leipzig.

## Naissances
- 2 juillet : Pierre Cardin, couturier et homme d'affaires français († 29 décembre 2020).
- 6 juillet : William Schallert, acteur américain († 8 mai 2016).
- 9 juillet : Jean Rémond, évêque catholique français, évêque auxiliaire émérite de la Mission de France († 21 février 2009).
- 11 juillet : Gene Evans, acteur américain († 1er avril 1998).
- 12 juillet : Albert Zimmer, résistant français et combattant de la 2e DB mort, à quelques kilomètres de chez lui, en participant à la libération de Strasbourg († 23 novembre 1944).
- 15 juillet : Henri Bangou, homme politique français d'origine guadeloupéen († 21 novembre 2023).
- 16 juillet : Augustin Brassard, homme politique fédéral provenant du Québec († 26 décembre 1971).
- 18 juillet : Jean de Gribaldy, coureur cycliste et directeur sportif français († 2 janvier 1987).
- 24 juillet : Bernard Ładysz, chanteur d'opéra et acteur polonais († 25 juillet 2020).
- 25 juillet : John B. Goodenough, physicien et professeur américain († 25 juin 2023).
- 26 juillet :
  - Gilberto Agustoni, cardinal suisse, préfet émérite du Tribunal suprême de la Signature apostolique († 13 janvier 2017).
  - Blake Edwards, scénariste, réalisateur et producteur américain († 15 décembre 2010).
- 27 juillet : Norman Lear, producteur, scénariste, réalisateur et acteur américain († 5 décembre 2023).
- 31 juillet : Lorenzo Antonetti, cardinal italien, président émérite du patrimoine apostolique († 10 avril 2013).

## Décès
- 8 juillet : Ferdinand Keller, peintre allemand (° 5 août 1842).
- 21 juillet : assassinat de Djemal Pacha, membre du triumvirat ottoman des Trois Pachas.
- 22 juillet : Sara Jeannette Duncan, auteure et journaliste canadienne.
- 28 juillet : Jules Guesde, homme politique français (° 11 novembre 1847).